# Bugsy (Film)
Bugsy ist ein Gangsterfilm aus dem Jahr 1991. Der Film greift die letzten zehn Jahre des Mobsters Bugsy Siegel auf. Der Film feierte seine Weltpremiere am 10. Dezember 1991. Die Europapremiere fand im Rahmen der Berlinale im Februar 1992 statt.

## Handlung
Benjamin „Bugsy“ Siegel ist ein berüchtigter Gangster im Umfeld von Meyer Lansky und Lucky Luciano in New York. Sein Spitzname „Bugsy“ ist ein Slangwort für einen verrückten Kerl und kann in seiner Gegenwart nicht ungestraft ausgesprochen werden. Siegel ist zwar verheiratet, aber er ist ein Playboy und nutzt jede Gelegenheit, um dem weiblichen Geschlecht näher zu kommen.
Seine Freunde und Geschäftspartner schicken ihn gegen Ende der 1930er Jahre nach Los Angeles, um dort das Glücksspielgeschäft anzukurbeln. Dort herrscht eigentlich der örtliche Boss der La Cosa Nostra Jack Dragna, und Siegel soll diesen an den neuen Geschäften beteiligen, um eine Auseinandersetzung zu vermeiden.
Siegel wird seinem Spitznamen gerecht und geht dementsprechend in Los Angeles vor. Als ihm z. B. spontan ein Haus gefällt, geht er einfach durch die Eingangstür und kauft dem durch seinen berüchtigten Namen eingeschüchterten Besitzer das Haus direkt ab, obwohl dieser ursprünglich gar nicht verkaufen wollte.  Dabei offenbart sich eine Schwäche Siegels: Geld spielt für ihn keine Rolle, ist für ihn, wie er später im Film sagen wird, nur bedrucktes Papier. Er findet den überrumpelten Eigentümer großzügig ab.
Ähnlich draufgängerisch kommt er mit Jack Dragna ins Geschäft. Er bietet diesem zwei Optionen an. Die erste ist eine 25-%-Beteiligung an den neuen Geschäften, die zweite die Möglichkeit, ihn – Siegel – zu erschießen. Siegel spekuliert darauf, dass Dragna letztere Option nicht wahrnehmen wird, da er dann in Konflikt mit Lucky Luciano kommen würde. Dragna willigt deshalb auch ein, allerdings mit dem geheimen Willen, Siegel eventuell später ausschalten zu können.
Bei einem Filmset lernt Siegel Virginia Hill kennen. Waren seine bisherigen Ehebrüche unbedeutende kurzfristige Affären, entwickelt die Beziehung zu Virginia Hill eine andere Qualität. Siegel wird sich letztlich von seiner Frau scheiden lassen. Während einer gemeinsamen Wüstenfahrt mit Virginia und Mickey Cohen kommt es wieder einmal zum Streit mit ihr. Der gelegentlich jähzornige Siegel hält auf offenem Highway des Nachbarstaates Nevada an und läuft in die Wüste. Als er dort das Licht und Landschaft wahrnimmt, kommt ihm die Eingebung: Er will hier ein Kasino errichten, das die bisherigen Spielhöllen in den Schatten stellen soll.
Sofort kann er seine Idee aber nicht umsetzten, da die wütende Hill Siegel und Cohen in der Wüste zurücklässt. Siegel hatte Cohen kennengelernt, da dieser angeblich 56.000 US-Dollar aus einem Laden von Dragna erbeutet hatte. Cohen wurde nun von Siegel angeheuert, musste allerdings die 42.000 US-Dollar – die wahre Beutesumme – zurückgeben. Siegel konfrontiert Dragna mit dem Unterschiedsbetrag und stellt Dragna unter das Kommando von Cohen, der Widerstand von Dragna wird mit Gewalt gebrochen.
Der Bau des neuen Hotelkasinos kommt nicht voran, da Siegel extravagante Wünsche hat und ständig Änderungen an bereits fertiggestellten Bauabschnitten anordnet. Dadurch explodieren die Baukosten; so werden aus der ursprünglich angesetzten Million US-Dollar zwischenzeitlich drei, die Siegel den Bossen in New York als endgültige Kostengröße zusagt. Letztlich werden es aber sechs Millionen, und selbst Jugendfreund Meyer Lansky gibt gegenüber Siegel an, ihm nicht mehr helfen zu können. Siegel selbst hat durch seine Scheidung keine eigenen größeren finanziellen Mittel mehr, die er zusetzen kann, und beginnt, seine Anteile zu verkaufen.
Letztlich ist Siegel auch hier das Geld nicht wichtig; allein die Errichtung des Flamingo ist für ihn ein Erfolg, selbst wenn er später daran nichts mehr verdienen sollte. Siegel zeigt sich hier wieder als Idealist. So unterhält er zu einer italienischen Gräfin nur deshalb eine Affäre, weil er über deren Ehemann an Mussolini herankommen wollte, um diesen zu erschießen. Dieser Plan erübrigt sich jedoch, da der italienische Diktator ohne seine Mitwirkung ums Leben kommt.
Inzwischen ist herausgekommen, dass es ein Nummernkonto über zwei Millionen US-Dollar geben soll, das von Virginia Hill in der Schweiz angelegt wurde. Hill, die Siegel wirklich liebt, gibt zwar letztlich dessen Existenz zu, aber der Wille zur Rückgabe kommt zu spät.
Durch den ungünstigen Starttermin zu Weihnachten und schlechtes Wetter am Eröffnungstag ist der Start des Flamingo gefloppt. Siegel wird nach Los Angeles gelockt und am 20. Juni 1947 in seinem Haus durchs Fenster erschossen. Zwei Gangster teilen der geschockten Virginia Hill mit, dass Bugsy tot sei und Meyer Lansky das Casino übernehmen werde.

## Film und Realität
Der Film basiert auf wahren Personen, liefert jedoch eine eigene Sichtweise auf die realen Ereignisse, die jedoch nicht immer den Fakten entsprechen oder bis heute ungeklärte Umstände deutet; u. a.:
- Die Idee des Flamingo war keine Idee von Siegel; dieser hat sich in ein bereits bestehendes Projekt eingekauft. Das Flamingo war auch nicht – wie der Film indirekt unterstellt – das erste Kasino in Nevada, das die Freiheit des legalen Betreibens eines Kasinos wahrnahm.
- Mickey Cohen hatte vermutlich bereits über Lou Rothkopf Kontakt zu Lansky und Siegel, seine Ad-hoc-Rekrutierung im Film widerspricht dem.
- Im Film ermordet Siegel Harry Greenberg zum Zeitpunkt, als Luciano aus den Vereinigten Staaten ausgewiesen werden sollte. In Wirklichkeit wurde Greenberg am 22. November 1939 – vermutlich von Albert Tannenbaum mit Hilfe von Siegel – ermordet; die Anwesenheit von Virginia Hill bei der Tat ist Fiktion. Motiv der Ermordung war auch nicht eine getätigte Aussage gegen Lucky Luciano, sondern der durch die Justiz bedrängte Louis Buchalter – Boss der Murder, Inc. sah Greenberg als potentiellen Zeugen für Staatsanwalt Thomas E. Dewey an. Mittäter Whitey Krakower – Bruder von Siegels Ehefrau Esta – wird 1941 ermordet, was im Film nicht erwähnt wird.
- Wer die Ermordung von Bugsy Siegel angeordnet hat, ist bis heute nicht endgültig geklärt; neben seinen Jugendfreunden Lansky und Luciano gab es noch andere Mafiagrößen, die an dem Projekt beteiligt und mit der Entwicklung unzufrieden waren.
- Bei seiner Ermordung war Siegel nicht alleine im Haus, wie es die Filmhandlung suggeriert. Siegel las beim Mordanschlag Zeitung und schaute sich keine eigenen Demoaufnahmen an. Außerdem befand er sich beim Mord im Haus von Virginia Hill.
- Inwieweit die 2 Millionen US-Dollar des Nummernkontos je an Lansky oder sonst jemanden zurückgezahlt wurden – und überhaupt die Existenz dieses Kontos – ist letztlich nicht belegbar. Es gibt auch Hinweise, dass Virginia Hill generell als Geldkurier seitens des Chicago Outfit benutzt wurde. Im Film wird Siegel als unwissend dargestellt, auch das ist letztlich nicht belegbar.
- Virginia Hill, die 1950 den Skiprofi Hans Hauser heiratete,[1][2] beging fast 20 Jahre später am 24. März 1966 in Österreich Selbstmord. Der Selbstmord wurde in Österreich in Zweifel gezogen, als ihre Mafia-Verbindungen bekannt wurden.

## Kritiken
- „Ein aufwändiger, inszenatorisch geschickt auf Hochglanz polierter Film, den die verführerische Oberfläche mehr interessiert als der Entwurf einer interessanten oder gar kritisch akzentuierten Geschichte.“ (Lexikon des internationalen Films)
- „Bugsy ist großes, spannendes Kino (…) Entertainment in höchster Vollendung.“ (Cinema)

## Auszeichnungen
Nach dem Gewinn des Golden Globe als bestes Filmdrama galt Barry Levinsons Regiearbeit bei der Oscarverleihung 1992 mit zehn Nominierungen als Favorit. Dort konnte sich der Gangsterfilm in wichtigen Kategorien wie Bester Film, Regie und Hauptdarsteller jedoch nicht gegen Jonathan Demmes Thriller Das Schweigen der Lämmer und in der Kategorie Bestes Originaldrehbuch gegen Ridley Scotts Thelma & Louise durchsetzen und wurde nur mit den Trophäen für das Beste Szenenbild und das Beste Kostümdesign prämiert.
Weitere wichtige Auszeichnungen waren die Preise der Los Angeles Film Critics Association in den Sparten Bester Film, Beste Regie und Bestes Drehbuch. Vom National Board of Review bekam Warren Beatty die Auszeichnung als Bester Schauspieler überreicht.
Barry Levinson wurde im Jahr 1992 für den Directors Guild of America Award nominiert. Warren Beatty und Annette Bening wurden 1992 für den MTV Movie Award nominiert.
Der Film war außerdem Wettbewerbsbeitrag der Berlinale 1992, erhielt jedoch keinen Preis.
Die Deutsche Film- und Medienbewertung FBW in Wiesbaden verlieh dem Film das Prädikat wertvoll.